# Fusion for Energy
Fusion for Energy (F4E) és una organització de la Unió Europea (UE) que té l'objectiu de gestionar la contribució europea a ITER, el projecte científic més gran per demostrar la viabilitat de la fusió com a font d'energia. F4E col·labora amb el sector industrial, les pimes i els instituts de recerca europeus per desenvolupar i proporcionar els components d'alta tecnologia per l'ITER, a banda de prestar serveis d'enginyeria, manteniment i suport. L'organització es va crear l'abril del 2007 per un període de 35 anys per decisió del Consell de la Unió Europea a través del Tractat constitutiu de la Comunitat Europea de l'Energia Atòmica (Euratom). F4E compta amb un total de 400 treballadors i la seva seu central es troba a Barcelona, malgrat que també té oficines a Cadarache (França) i Garching (Alemanya).
La Unió Europea és la seu del projecte ITER i, per tant, el seu principal contribuent amb una aportació del 45% del total, mentre que la resta de membres aporten al voltant del 9%. ITER funciona a través de contribucions en espècie, és a dir, que cadascun dels set socis ha acceptat treballar conjuntament amb les seves pròpies indústries i organitzacions d'investigació per desenvolupar i construir els diversos components del reactor en lloc de finançar-los directament. Des del 2008, F4E ha col·laborat amb més de 250 empreses i més de 50 organitzacions d'R+D.

## Missió i govern
La principal missió d'F4E és gestionar la contribució europea al projecte ITER i, per tant, també hi proveeix recursos econòmics, que provenen principalment del pressupost comunitari. Entre altres tasques, l'organització supervisa les obres de construcció d'ITER a Sant Pau de Durènça (França).
F4E està formada per l'Euratom, els estats membres de la UE i Suïssa, que participa com a tercer pais. Per tal d'assegurar la supervisió global de les activitats d'F4E, els membres de l'organització es reuneixen en un consell d'administració que, entre altres funcions, nomena el director de l'organització.

## Energia de fusió
La fusió és el procés que proporciona energia al sol i les estrelles fusionant àtoms lleugers, com l'hidrògen, a temperatures extremadament altes. Aquesta reacció és contrària a la fissió, utilitzada a l'energia nuclear que coneixem avui en dia, que divideix àtoms pesats per generar energia.
Els dos gasos que actuen com a combustible - el triti i el deuteri- han d'escalfar-se a 150 milions de ˚C, fet que produeix un gas carregat d'electricitat i d'alta temperatura anomenat plasma. Per obtenir energia de fusió continuada, cal controlar, escalfar i contenir el plasma mitjançant poderosos camps magnétics. ITER comptarà amb el tokamak més gran del món, un dispositiu en forma de “donut” que s'encarregarà de confinar el plasma d'alta energia.
Els principals beneficis de l'energia de fusió consisteixen en el fet que és un procés inherentment segur i que no produeix gasos d'efecte hivernacle ni residus radioactius de llarga duració.

## El projecte ITER
ITER, que significa “el camí” en llatí, és un experiment internacional que pretén demostrar la viabilitat científica i tècnica de la fusió com a font d'energia. La màquina està ublicada a Sant Pau de Durènça al sud de França i al projecte hi col·laboren fins a set membres: la Xina, la Unió Europea, l'Índia, el Japó, Rússia, Corea del Sud i els Estats Units. En conjunt, aquests representen més de la meitat de la població mundial i el 80% del PIB global.
ITER serà capaç de generar uns 500 milions de vatis (MW) de manera contínua durant deu minuts i la seva potència serà unes trenta vegades més gran que la de JET (Joint European Torus), el major experiment comparable existent al món avui en dia. La fase d'operacions durarà aproximadament 20 anys.

## L'acord "Broader Approach"
L'acord internacional “Broader Approach” (BA) entre F4E i el Japó pretén accelerar el desenvolupament de l'energia de fusio en diversos projectes d'interes mutu. Aquests projectes estan dissenyats per funcionar en paral·lel i de manera complementària a ITER. La UE aportarà peces, equipaments i materials a “Broader Approach” i coordinarà la participació europea a la iniciativa.

## El projecte DEMO
F4E s'està preparant per construir reactors de fusió de demostració amb el projecte DEMO (Demostration Power Plant), una central elèctrica de prova on s'utilitzaran molts dels elements testats a ITER. Aquest projecte afavorirà la recerca de solucions tecnològiques necessàries per construir les primeres plantes de fusió comercials.
Aquestes s'establiran basades en DEMO, seran més grans que ITER i produiran una major quantitat d'energia durant períodes més llargs: una producció continua de més de 200 megavatis d'electricitat.